# Виланова (култура)
Вижте пояснителната страница за други значения на Виланова.
Виланова културата (Villanovakultur; Villanovan culture; Civiltà villanoviana) e най-старата култура от желязната епоха в Северна Италия.
Разпространява се през 10 век пр.н.е. и изчезва през 5 век пр.н.е. Нейният център е в днешна Тоскана и след нея следва културата на етруските.
Наречена е на чифлика Villanova на 10 км от община Castenaso югоизточно от Болоня. През 1853 г. там е открито поле с гробове.